# Doppler (Unternehmen)
doppler E. Doppler & Co GmbH (kurz: doppler) ist ein oberösterreichischer Hersteller von Regenschirmen und Sonnenschirmen aus Ranshofen (Braunau am Inn). Das Unternehmen gilt als „Europas Nummer eins für die Herstellung von Regenschirmen“.
Die von Ernst Doppler 1946 gegründete Schirmfabrik ist – seit dem 1999 in Ranshofen neu erbauten doppler Werk – Europas größte Schirmfabrik. Zudem hat das Unternehmen Niederlassungen an fünf Standorten in Europa und einem Standort in Asien. Im Oktober 2005 übernahm die Firma doppler die Marke Knirps. Das Unternehmen besitzt somit die beiden bekanntesten europäischen Marken für Regenschirme. Jährlich produziert doppler fünf Millionen Schirme: vier Millionen Regen- und eine Million Sonnenschirme. Die Herstellung von Sitzauflagen und der Vertrieb von Gartenmöbeln machen den Traditionsbetrieb zu einem umfassenden Anbieter für den Außenbereich.
Mit der Marke doppler Manufaktur führt das Unternehmen das Handwerk der traditionellen Schirmherstellung bis heute fort und stellt rund 20.000 Regenschirme am Standort in Braunau pro Jahr in Handarbeit her. Für die Anfertigung eines Manufaktur-Regenschirms sind bis zu 70 Arbeitsschritte und 2000 teils handgesetzte Nadelstiche notwendig. Durch die Auswahl von regionalen Lieferanten sowie einem Reparaturservice wird dem Nachhaltigkeitsgedanken Rechnung getragen.
Das inhabergeführte Unternehmen in vierter Generation verzeichnete 2020 einen Umsatz von rund 70 Millionen Euro bei einem Exportanteil von über 80 Prozent und beschäftigte rund 360 Mitarbeiter. Am Standort in Österreich wurden circa 200 Mitarbeiter beschäftigt.